# Adobe Acrobat
Adobe Acrobat — пакет программ, выпускаемый с 1993 года компанией Adobe Systems и предназначенный для создания и просмотра электронных публикаций в формате PDF.

## История развития
Acrobat Professional, начиная с версии 7.0, содержит в себе Adobe LiveCycle Designer. Acrobat Suite дополнительно содержит: Captivate (включая Media Encoder), Photoshop и Presenter. Существует несколько вариантов 9-й версии пакета, различающихся возможностями: Standard, Professional, Professional Extended (бывший Adobe Acrobat 3D) и Elements. Разработка Professional Extended ныне прекращена. Десятая версия пакета вышла в трех редакциях: Acrobat X Standard, Acrobat X Pro и Acrobat X Suite. В версии XI Adobe LiveCycle Designer заменён упрощённой программой Adobe FormsCentral. С версии XI в линейке Acrobat прекращается дальнейшее развитие Acrobat Suite; пользователям, которым нужны мультимедийные и коммуникационные функции, предлагается приобрести Adobe eLearning Suite, который содержит в себе все программы, входившие ранее в Acrobat Suite.

### Версии
| Версия    | Год выпуска |
| --------- | ----------- |
| 1.0       | 1993        |
| 2.0       | 1994        |
| 3.0       | 1996        |
| 4.0       | 1999        |
| 5.0       | 2001        |
| 6.0       | 2003        |
| 7.0       | 2004        |
| 8.0       | 2006        |
| 9.0       | 2008        |
| X (10.0)  | 2010        |
| XI (11.0) | 2012        |
| DC (15.0) | 2015        |
| 2017      | 2017        |
| 2020      | 2020        |

## Сравнение редакций
| Возможности / Разновидности | Adobe Reader | Acrobat Standard | Acrobat Pro | Acrobat Pro Extended |
| --- | ------------ | ---------------- | ----------- | -------------------- |
| Просмотр и печать файлов PDF, поиск в файлах PDF, в том числе в портфолио и картах PDF                                                                                         | Да           | Да               | Да          | Да                   |
| Создание, хранение и рассылка документов, а также совместное использование экрана при помощи Acrobat.com                                                                       | Да           | Да               | Да          | Да                   |
| Поддержка технологии Adobe Flash | Да           | Да               | Да          | Да                   |
| Создание документов PDF из любых приложений с поддержкой печати | Нет          | Да               | Да          | Да                   |
| Преобразование файлов Microsoft Word, Excel, PowerPoint, Publisher и Access в PDF нажатием одной кнопки                                                                        | Нет          | Да               | Да          | Да                   |
| Сохранение web-страниц в формате PDF | Нет          | Да               | Да          | Да                   |
| Архивация электронных писем и папок с письмами из Microsoft Outlook или Lotus Notes                                                                                            | Нет          | Да               | Да          | Да                   |
| Сканирование бумажных документов в файл PDF и распознавание текста (OCR) | Нет          | Да               | Да          | Да                   |
| Сохранение файлов PDF в формате документов Microsoft Word | Нет          | Да               | Да          | Да                   |
| Защита документов PDF посредством 256-битного шифрования | Нет          | Да               | Да          | Да                   |
| Применение ограничений печати, копирования или изменения документов PDF | Нет          | Да               | Да          | Да                   |
| Проверка документов на наличие скрытой информации и при необходимости её удаление                                                                                              | Нет          | Да               | Да          | Да                   |
| Объединение файлов из нескольких приложений в один документ PDF | Нет          | Да               | Да          | Да                   |
| Объединение документов разных типов в портфолио PDF | Нет          | Да               | Да          | Да                   |
| Рецензирование и комментирование | [ 16 ]       | Да               | Да          | Да                   |
| Управление совместным рецензированием документов, позволяющее участникам просматривать комментарии друг друга                                                                  | Нет          | Да               | Да          | Да                   |
| Совместная работа в режиме реального времени с синхронизацией просмотра документов и ведением чата                                                                             | Нет          | Да               | Да          | Да                   |
| Цифровая подпись документов PDF | [ 16 ]       | Да               | Да          | Да                   |
| Сертификация документов PDF при помощи цифровых удостоверений | Нет          | Да               | Да          | Да                   |
| Создание заполняемых форм PDF на основе бумажных форм или электронных файлов при помощи Мастера форм                                                                           | Нет          | Да               | Да          | Да                   |
| Рассылка форм PDF для сбора данных и отслеживание их статуса | Нет          | Да               | Да          | Да                   |
| Возможность заполнения и сохранения форм PDF локально для всех пользователей бесплатной программы Adobe Reader (версии 8 или более поздней)                                    | Нет          | Да               | Да          | Да                   |
| Преобразование документов в формат PDF/A, обеспечивающий корректное отображение на любом компьютере, который поддерживает PDF/A                                                | Нет          | Да               | Да          | Да                   |
| Проверка соответствия документов стандартам ISO PDF/A, PDF/E и PDF/X | Нет          | Нет              | Да          | Да                   |
| Персонализация портфолио PDF с настраиваемыми шаблонами для навигации и оформления                                                                                             | Нет          | Нет              | Да          | Да                   |
| Удаление конфиденциальной информации, в том числе текста или иллюстраций, без возможности восстановления при помощи инструментов исправления                                   | Нет          | Нет              | Да          | Да                   |
| Преобразование файлов Autodesk AutoCAD, Microsoft Visio и Microsoft Project в PDF нажатием одной кнопки, сохранение слоев документа в Visio и AutoCAD и данных объекта в Visio | Нет          | Нет              | Да          | Да                   |
| Возможность цифровой подписи документов PDF для пользователей Adobe Reader (версии 8 или более поздней)                                                                        | Нет          | Нет              | Да          | Да                   |
| Сравнение и выделение различий между двумя версиями документа PDF | Нет          | Нет              | Да          | Да                   |
| Создание динамических форм XML при помощи Adobe LiveCycle Designer ES (прилагается)                                                                                            | Нет          | Нет              | Да          | Да                   |
| Просмотр, предпечатная проверка, корректировка и подготовка файлов PDF к высококачественной печати и цифровой публикации                                                       | Нет          | Нет              | Да          | Да                   |
| Создание и проверка документов PDF с расширенным доступом | Нет          | Нет              | Да          | Да                   |
| Вставка видеофайлов FLV или H.264 для воспроизведения непосредственно в Adobe Acrobat и Adobe Reader                                                                           | Нет          | Нет              | Да          | Да                   |
| Добавление аудио, видео и опросов в слайды PowerPoint, создание презентаций в Adobe Presenter                                                                                  | Нет          | Нет              | Нет         | Да                   |
| Преобразование различных форматов видеоданных в FLV для воспроизведения в PDF                                                                                                  | Нет          | Нет              | Нет         | Да                   |
| Встраивание видео в Microsoft Word или PowerPoint, преобразование в FLV или PDF                                                                                                | Нет          | Нет              | Нет         | Да                   |
| Преобразование 3D-графики в PDF для предоставления общего доступа на различных платформах                                                                                      | Нет          | Нет              | Нет         | Да                   |
| Объединение нескольких форматов CAD в одну сборку и сохранение в файле PDF при помощи Adobe 3D Reviewer (прилагается)                                                          | Нет          | Нет              | Нет         | Да                   |
| Преобразование 2D- и 3D-проектов из основных приложений CAD в PDF | Нет          | Нет              | Нет         | Да                   |
| Создание карт PDF путём импорта геопространственных файлов с сохранением метаданных и координат                                                                                | Нет          | Нет              | Нет         | Да                   |

Для просмотра и печати файлов (без возможности редактирования) доступен бесплатный Adobe Reader.
Для КПК и коммуникаторов существует версия Adobe Reader for Pocket PC.